# Boris Nadezhdin
Boris Borisovich Nadezhdin (em russo:  Борис Борисович Надеждин; nascido em 26 de abril de 1963) é um político da oposição russa. Ele serviu na Duma do Estado de 1999 a 2003. Ele também foi vereador em Moscou e foi considerado um aliado próximo do político da oposição assassinado Boris Nemtsov.
Em novembro de 2023, Nadezhdin anunciou sua candidatura nas eleições presidenciais russas de 2024. 

## Carreira política
Nadezhdhin serviu na 3ª convocação da Duma Estatal de 1999 a 2003.
Nadezhdin concorreu nas eleições legislativas russas de 2003 no 109º distrito de Mytishchi, no Oblast de Moscou . Ele perdeu as eleições para o ex-comandante do Distrito de Tropas Internas de Moscou, Arkady Baskayev (Partido Popular da Federação Russa). O partido União das Forças de Direita, do qual Nadezhdin era membro, também perdeu as eleições. Ao mesmo tempo, foram realizadas eleições para o Conselho de Deputados Dolgoprudny, nas quais o bloco Cidade da Esperança, sob o patrocínio de Nadezhdin, também perdeu.

## Campanha presidencial de 2024

Logotipo da campanha presidencial de Nadezhdin em 2024

Em 27 de maio de 2023, Nadezhdin apelou à eleição de um novo governo na Rússia, a fim de pôr fim à guerra contra a Ucrânia e reconstruir relações com a Europa.
Em 6 de outubro de 2023, a participação de Nadezhdin nas eleições presidenciais de 2024 foi anunciada por Dmitry Kisiyev, fundador da Sede dos Candidatos, em suas redes sociais. Em 31 de outubro de 2023, Nadezhdin anunciou que concorreria pelo partido Iniciativa Cívica.

### Recepção
Sua candidatura à presidência foi apoiada por muitos políticos da oposição e figuras públicas: Yekaterina Duntsova (que foi impedida de concorrer nas urnas pela Comissão Eleitoral Central), Mikhail Khodorkovsky, Ekaterina Schulmann, Yulia Navalnaya (esposa de Alexei Navalny), Ilya Varlamov, Lyubov Sobol e muitos outros. Houve relatos de pessoas fazendo fila em frente à sede de Boris Nadezhdin em Moscou para apoiar sua candidatura à presidência.